# رافیک قازینیان
رافیک سریوژایی قازینیان (ارمنی: Ռաֆիկ Սերյոժայի Ղազինյան؛ زادهٔ ۵ ژوئن ۱۹۵۶) یک  سیاستمدار اهل ارمنستان است که از تاریخ ۱۹۹۰ تا تاریخ ۱۹۹۵ سمت نمایندگی دوره اول شورای عالی جمهوری ارمنستان را برعهده داشت.

## زندگی‌نامه
در ۵ ژوئن ۱۹۵۶ در ارمنستان به دنیا آمد . 